# カルロス・エルナンデス (1982年生のサッカー選手)
カルロス・エルナンデス・バルベルデ（Carlos Hernández Valverde, 1982年4月9日 - ）は、コスタリカ・グアナカステ州出身の元同国代表サッカー選手。

## 経歴

### コスタリカでのプレー
エルナンデスは、2004-05, 2005-06と2シーズン連続でアシスト王になったことからプリメーラ・ディビシオンでトップ選手のうちの1人と考えられていた。しかし、2006-07シーズンは体重増加に伴い怪我に苦しみ、クラブは以前の状態に戻させるため、Aリーグのメルボルン・ビクトリーFCへ貸し出した。

### メルボルン・ビクトリー
2007年6月12日、エルナンデスがLDアラフエレンセからメルボルン・ビクトリーFCへ2年間のレンタル移籍をした。移籍後初試合は、Aリーグ・プレシーズンカップで0-1と負けたニューカッスル・ユナイテッド・ジェッツFC戦に70分から途中出場した。2007年7月28日の次の試合パース・グローリーFC戦では先制点となる移籍後初ゴールを決めた。
移籍1年目の早い段階でエルナンデスは、サポーターの一部から"太りすぎ"と批判されていた。
2007年10月21日、ホームドックランズ・スタジアムでのパース・グローリーFC戦でリーグ戦初ゴールを決め2-1の勝利に貢献した。シーズンの終盤に差し掛かると、エルナンデスのフィットネスは改善され、フォームを最高の状態へ戻すとコンスタントに得点とアシストを重ねていった。
2008年5月にドックランズ・スタジアムでのユヴェントスFCとの注目が高い親善試合で、エルナンデスはチーム唯一のゴールを決めた。ボックスの外から弧を描いた素晴らしい一撃を放ち、これに相手GKのジェス・ヴァンストラッタンは対応出来なかった。
ドックランズ・スタジアムで行われた2008-09シーズンの第3節、昨シーズンのリーグ王者ニューカッスル・ユナイテッド・ジェッツFC相手に先制点を挙げ5-0と大勝した。
移籍通算6ゴール目となった第20節のセントラルコースト・マリナーズFC戦では、壁を通り抜け、相手GKダニー・ヴコヴィッチの脚を通す素晴らしいFKの一撃を放った。リーグ戦セミファイナル2nd legのアデレード・ユナイテッドFC戦で4-0と勝利。この試合で1ゴール3アシストと全ゴールに絡む活躍は、様々な所から賞賛を得た。
2009年4月1日に、エルナンデスはメルボルン・ビクトリーFCがレンタル元のLDアラフエレンセから自身を買取り、3年契約を結んだことをコスタリカのテレビで語った。さらに、8月にリーグが開幕するまでメジャー・リーグ・サッカーのロサンゼルス・ギャラクシーへレンタル移籍することも語った。しかし、ギャラクシーはエルナンデスへの関心を否定した。
2009年4月17日に、コスタリカの新聞ラ・ナシオンはメルボルン・ビクトリーFCとLDアラフエレンセがついにエルナンデスの取引で合意に達し、また移籍金非公開ながら予想金額45万ドルであったことを報告した。メルボルンは、5月14日にサインしたことを正式に発表した。
2010年2月15日にエルナンデスは、2009-10シーズン最優秀選手に送られるジョニー・ウォーレン・メダルを受賞した。
2012年5月16日にエルナンデスがクラブを退団することが発表された。

### プラヤグ・ユナイテッド
6月27日にエルナンデスは、Iリーグのプラヤグ・ユナイテッドFCと1年間の契約を結んだ。それは、インドサッカー界最大の移籍の1つとなった。公式会見の際にエルナンデスは、"このクラブに加入出来て嬉しい。この新たなチャンスとチャレンジを楽しみにしています。確かにインドへ移籍するのは重大な決断でしたが、ここには巨大なサッカーの熱意と情熱があると感じている。この素晴らしいチームの一員になれることに興奮している、そして来シーズンのチームの成功に貢献していきたいと考えている。"と語った。

### ウェリントン・ユナイテッド
2013年2月、ニュージーランドのウェリントン・フェニックスFCに2年契約で移籍した。

### 代表
エルナンデスは、アンダー代表時代にアルゼンチンで開催された2001 FIFAワールドユース選手権やU-23代表としてアテネオリンピックといった大きな大会でプレーしてきた。また、A代表としては30試合以上出場し、2006 FIFAワールドカップ・北中米カリブ海予選でいくつか重要なゴールを決め本大会出場に貢献。2006 FIFAワールドカップのメンバーにも選ばれた。現時点で最後のゴールとなったフランス代表戦では、25メートルの距離からネットの左側にシュートを決めた。

## 個人成績
| クラブ成績     | クラブ成績     | クラブ成績     | リーグ | リーグ | カップ | カップ | リーグ杯 | リーグ杯 | 国際大会          | 国際大会          | 通算 | 通算 |
| シーズン       | クラブ         | リーグ         | 出場   | 得点   | 出場   | 得点   | 出場     | 得点     | 出場              | 得点              | 出場 | 得点 |
| コスタリカ     | コスタリカ     | コスタリカ     | リーグ | リーグ | カップ | カップ | リーグ杯 | リーグ杯 | 国際大会          | 国際大会          | 通算 | 通算 |
| -------------- | -------------- | -------------- | ------ | ------ | ------ | ------ | -------- | -------- | ----------------- | ----------------- | ---- | ---- |
| 2001-02        | アラフエレンセ | プリメーラ     | 0      | 0      | —      | —      | —        | —        | 8                 | 1                 | 8    | 1    |
| 2002-03        | アラフエレンセ | プリメーラ     | 10     | 2      | —      | —      | —        | —        | 2                 | 1                 | 12   | 3    |
| 2003-04        | アラフエレンセ | プリメーラ     | 16     | 4      | —      | —      | —        | —        | 6                 | 0                 | 21   | 4    |
| 2004-05        | アラフエレンセ | プリメーラ     | 24     | 3      | —      | —      | —        | —        | 8                 | 4                 | 31   | 7    |
| 2005-06        | アラフエレンセ | プリメーラ     | 20     | 6      | —      | —      | —        | —        | 7                 | 1                 | 26   | 7    |
| 2006-07        | アラフエレンセ | プリメーラ     | 12     | 4      | —      | —      | —        | —        | 4                 | 0                 | 16   | 4    |
| オーストラリア | オーストラリア | オーストラリア | リーグ | リーグ | カップ | カップ | リーグ杯 | リーグ杯 | オセアニア/アジア | オセアニア/アジア | 通算 | 通算 |
| 2007-08        | メルボルン.V   | Aリーグ        | 20     | 4      | 3      | 2      | —        | —        | 1                 | 1                 | 15   | 3    |
| 2008-09        | メルボルン.V   | Aリーグ        | 21     | 4      | 4      | 1      | —        | —        | —                 | —                 | 25   | 5    |
| 2009-10        | メルボルン.V   | Aリーグ        | 28     | 13     | —      | —      | —        | —        | 6                 | 0                 | 34   | 13   |
| 2010-11        | メルボルン.V   | Aリーグ        | 30     | 5      | —      | —      | —        | —        | 4                 | 1                 | 34   | 6    |
| 2011-12        | メルボルン.V   | Aリーグ        | 21     | 10     | —      | —      | —        | —        | —                 | —                 | 34   | 9    |
| 総通算         | 総通算         | 総通算         | 86     | 48     | 10     | 4      | 13       | 5        | 4                 | 1                 | 113  | 58   |

## 代表歴

### 出場大会
- コスタリカ代表
  - 2006 FIFAワールドカップ

### 試合数
- 国際Aマッチ 40試合 7得点（2004年-2014年）[13]

| コスタリカ代表 | 国際Aマッチ | 国際Aマッチ |
| 年             | 出場        | 得点        |
| -------------- | ----------- | ----------- |
| 2004           | 6           | 2           |
| 2005           | 8           | 3           |
| 2006           | 7           | 1           |
| 2007           | 4           | 0           |
| 2008           | 2           | 0           |
| 2009           | 4           | 0           |
| 2010           | 3           | 1           |
| 2011           | 3           | 0           |
| 2012           | 0           | 0           |
| 2013           | 1           | 0           |
| 2014           | 2           | 0           |
| 通算           | 40          | 7           |

### 得点
結果欄はコスタリカの得点を左側に記している
| #  | 日付           | 場所                   | 相手           | スコア | 結果 | 大会                                        |
| -- | -------------- | ---------------------- | -------------- | ------ | ---- | ------------------------------------------- |
| 1. | 2004年9月7日   | フォートローダーデール | グアテマラ     | 1–0    | 2–0  | 親善試合                                    |
| 2. | 2004年11月19日 | アラフエラ             | カナダ         | 2–1    | 2–1  | 親善試合                                    |
| 3. | 2005年6月12日  | ハバナ                 | グアテマラ     | 1–2    | 2–2  | 2006 FIFAワールドカップ・北中米カリブ海予選 |
| 4. | 2005年9月4日   | パナマ市               | アメリカ合衆国 | 0–1    | 1–3  | 2006 FIFAワールドカップ・北中米カリブ海予選 |
| 5. | 2005年9月7日   | サンホセ               | アメリカ合衆国 | 1–0    | 2–0  | 2006 FIFAワールドカップ・北中米カリブ海予選 |
| 6. | 2006年11月9日  | フォール＝ド＝フランス | イラン         | 0–1    | 2–0  | 親善試合                                    |
| 7. | 2010年2月11日  | パサナデ               | フランス       | 1–0    | 2–0  | 親善試合                                    |

## 個人タイトル
- Aリーグ最優秀外国人選手賞 : 2010
- ジョニー・ウォーレン・メダル : 2010